# Liste der Monuments historiques in Brignemont
Die Liste der Monuments historiques in Brignemont führt die Monuments historiques in der französischen Gemeinde Brignemont auf.

## Liste der Bauwerke
| Bezeichnung | Beschreibung         | Standort | Kennzeichnung | Schutzstatus | Datum | Bild           |
| ----------- | -------------------- | -------- | ------------- | ------------ | ----- | -------------- |
| Mühle       | Erbaut 1740 und 1856 | (Lage)   | PA00094298    | Classé       | 1991  | weitere Bilder |